# Espacio natural de les Guilleries-Savassona
El Espacio Natural de las Guilleries-Savassona (en catalán, y de forma oficial, Espai Natural de les Guilleries-Savassona) es un espacio natural protegido español situado en la provincia de Barcelona, Cataluña. Forma parte de la Red de Parques Naturales gestionados por la Diputación de Barcelona. Tiene una extensión de 8.376 ha, que se emplazan dentro la comarca de Osona.
Limita con Collsacabra por el norte, con la plana de Vich por el este, con los contrafuertes del Montseny por el sur y con la comarca de La Selva por el oeste. Comprende dos espacios naturales incluidos en el Plan de Espacios de Interés Natural de la Generalidad de Cataluña, las Guilleries y Savassona, que tienen la particularidad de encontrarse en la zona de transición de dos regiones: el sistema transversal y el mediterráneo.

## Geografía
El Espacio Natural de las Guilleries-Savassona disfruta de una situación privilegiada, puesto que está situado en una zona de contacto entre la región mediterránea y la eurosiberiana o centroeuropea. Se distinguen tres unidades paisajísticas: las Guilleries, Savassona y el Collsacabra. Las formaciones montañosas se encuentran cubiertas mayoritariamente de bosque, con combinaciones diversas de encinar, robledal y pinar. En las zonas de menor pendiente, el bosque se codea con prados y cultivos. Singularizan el paisaje la roca desnuda y el embalse de Sau, con su área de influencia.

## Flora
Se pueden diferenciar dos áreas boscosas: los bosques de las Guilleries, densos y húmedos con predominio del roble; y los bosques de Savassona, más áridos, con sotobosque menos poblado y dominio de la encina y del pino. En zonas especialmente umbrías y húmedas, se instala el fresno y la haya. Hay que destacar que en lo hondo de los valles, con torrentes y cursos de agua permanentes, se hallan bosques en galería o bosques de ribera como, por ejemplo, salcedas, olmedas y alisares. La explotación forestal constituye un recurso económico importante en el área.

## Fauna
El contacto entre la región mediterránea en las partes más bajas y la región eurosiberiana en las cotas más altas confiere un carácter singular a la fauna de este espacio. 
Los pájaros forestales constituyen uno de los principales patrimonios de la zona con especies remarcables como el gavilán y el águila culebrera que anida en la zona, procedente de África. Tampoco faltan pequeños mamíferos como la ardilla y las especies más comunes como el zorro, la jineta y el jabalí. 
Abundan especies como, por ejemplo, el ruiseñor, el agateador, el herrerillo y el trepador azul, el cuco y el autillo. Los reptiles característicos de estos ambientes boscosos son el lagarto verde y la serpiente de Esculapio. Otras especies características de este bosque son el erizo común, el topillo de lomo rojo y el lirón gris.

## Medio socioeconómico
En los municipios del Espacio Natural, el sector primario ha pasado a convivir con un cierto desarrollo industrial y del sector servicios. Aunque se mantiene la actividad agrícola, forestal y ganadera, se ha producido un abandono progresivo del sector primario motivado por las dificultades asociadas a las peculiaridades físicas del territorio, la falta de mano de obra cualificada y la dificultad por incorporar nuevas técnicas y conseguir productos más competitivos.

## Enlaces recomendados
- Wikimedia Commons alberga una categoría multimedia sobre Espacio natural de les Guilleries-Savassona.
- Red de Espacios Naturales de la Diputación de Barcelona

- Datos: Q5839794
- Multimedia: Savassona / Q5839794